# Кобарі Кійоміцу
Кійоміцу Кобарі (яп. 小針 清允, нар. 12 червня 1977, Токіо) — японський футболіст, що грав на позиції воротаря.
Виступав, зокрема, за клуби «Вегалта Сендай» та «Гайнаре Тотторі», а також молодіжну збірну Японії.

## Клубна кар'єра
У дорослому футболі дебютував 1996 року виступами за команду клубу «Верді Кавасакі», в якій провів п'ять сезонів, протягом яких був резервним голкіпером і взяв участь лише у 4 матчах чемпіонату. 
Протягом 2001 року захищав кольори команди клубу «Віссел» (Кобе).
Своєю грою за останню команду привернув увагу представників тренерського штабу клубу «Вегалта Сендай», до складу якого приєднався 2002 року. Відіграв за команду з міста Сендая наступні п'ять сезонів своєї ігрової кар'єри.
Протягом 2008—2009 років захищав кольори команди клубу «Тотігі».
2010 року перейшов до клубу «Гайнаре Тотторі», за який відіграв п'ять сезони. Більшість часу, проведеного у складі «Гайнаре Тотторі», був основним голкіпером команди. Завершив професійну кар'єру футболіста виступами за команду «Гайнаре Тотторі» у 2014 році.

## Виступи за збірну
1997 року залучався до складу молодіжної збірної Японії. У її складі був учасником молодіжного чемпіонату світу 1997 року.